# 寒蟬效應 (電影)
《寒蟬效應》，是2014年上映的一部華語電影，片長1小時49分鐘，由王維明執導，徐若瑄、郭采潔、賈靜雯、周幼婷等人飾演劇中四位女主角。本片的全程劇情是緊密著劇中四位女主角的故事，在偶然一件事情的機緣下，彼此有了交集而相聚，於是這四個女人便發展出各自面對的愛情之中的現實殘酷、紛爭糾鬥與追尋幸福的一段歷程。
本片的劇本早在2010年就有了，其題材是源自王維明在一次偶然間與公益律師賴芳玉聊天時得知此案，是個真人真事的故事，之後王維明便將這則故事改編成本片的劇本。由於王維明在這近十年內沒有涉入電影圈，因此需要監製，便於是找上徐小明，但卻被認為這種題材不適合用在台灣的電影市場，直到2012年王維明才說服徐小明擔任本片的監製。
2014年9月2日入圍第19屆南韓釜山影展「New Currents section」（新潮流競賽單元）。9月12日，新北電影節2014年開幕片播映。2014年10月22日，在台北欣欣秀泰影城舉行首映會，同日也於喜滿客影城舉行特映會。

## 劇情
|          | 妳可以聽妳自己心理面的聲音，它會告訴妳 妳想要什麼。 |
| ——李教授 |                                                     |

|          | 每個人都在逃，差別只是自己知不知道而已。 |
| ——方律師 |                                          |

### 背景
本片事發背景是定位在2012年9月9日新生入學日，一直到隔年夏天蟬聲響起為止，但全片之中陳述事發的時間是著重於2012年10月15日至隔年開庭這一段，並以性侵害與開庭審判這二則劇情為主要居多，其以木宏帶著白白在2012年12月24日到杉原海灣，還有在2013年1月3日木宏闖入教室毆打李教授，這二件事發時間做為全片在這二則劇情中做為區隔，實際上全片劇情的轉折點則以林律師與自訴人白白之間的答辯為最大變化，使法庭審判長宣佈下次進入最後結辯階段。

### 簡介
從未見過父親的白白（郭采潔 飾），23歲時獨自到臺東大學求學，她想離開臺北的桎梏，去追求渴望已久的獨立與自由。她滿懷欣喜的加入學校的樂團，追求藝術的心靈，享受著自由的味道。在學校，她遇見在台東長大的19歲學弟木宏（黃遠 飾），木宏天生擁有自由與單純的靈魂，萌發了白白與他之間青春愛情的躁動。 
學校音樂學院的李教授（戴立忍 飾）把畢生熱情放在音樂上，在遇到學生白白之後，卻喚起他對青春嚮往的欲念。利用手中的權力形成的封閉共生關係，讓白白陷入錯覺之間。一段校園性侵事件或師生戀事件迅速成為人們茶餘飯後的談資與網路上各自表白的激戰。 
方律師（徐若瑄 飾）為了老朋友的託付，到了台東協助白白走出巨大的人生考驗。這樣讓方律師的內心重燃正義和情感，也讓她與她的老友，台東大學的王老師，重新解開了彼此的人生心結。

## 演員

### 主演角色
| 演員   | 角色              | 備註 |
| 徐若瑄 | 方律師 （方安昱） | 對白：改變不會容易，真相讓人痛苦。 臺北人，有一個兒子，與丈夫為離婚爭撫養權。與林律師為大學法律系的學姊關係，也是與王文惠為昔日嘉義女中的同學與摯友。因有段矛盾衝突的過往而多年未有聯繫，受王文惠請託來到臺東為白白打官司。                                                                                               |
| 郭采潔 | 白白 （白慧華）   | 對白：我不知道自己是不是愛上他了？ 臺北人，為逃離媽媽嚴格的管教來到國立臺東大學攻讀音樂研究所。會吹奏單簧管，加入學校樂團，認識了李教授。在一次應徵李教授助理之際，被性侵得逞，之後被精神科醫師診斷出罹患PTSD症候群、斯德哥爾摩症候群，經常會在無意識之下做出自殘舉動，而且不肯透露關於加害人的事，具有保護加害人的情結。 |
| 戴立忍 | 李教授 （李仁昉） | 對白：你還來得及，不要變得跟我一樣。 臺北人，第一次政黨輪替前一年來到臺東。與林律師為夫妻，有一個兒子。國立臺東大學音樂系教授、樂團指導老師。事件男主角，與白白發生性關係。患有心臟疾病，平時靠吃藥控制，直到開庭後，一次在自家花圃中突發劇烈心痛而去世。                                                                 |
| 周幼婷 | 王老師 （王文惠） | 對白：難道我對你的信任就連狗屎都不如？ 國立臺東大學輔導老師，與方安昱為昔日嘉義女中的同學與摯友。因有段矛盾衝突的過往而多年未有聯繫方安昱，直到白白的案子涉及利益衝突，沒有任何律師敢出來協助之下，不得已向方安昱賣多年朋友情份下，請求她為這件案子打官司。                                                               |
| 賈靜雯 | 林律師 （林安妮） | 對白：這個家是我的，誰都不能毀了它 臺北人，第一次政黨輪替前一年來到臺東。與李仁昉為夫妻，有一個兒子。國立臺東大學公益律師、美麗灣抗爭行動策畫人，與方律師為大學法律系的學妹關係。方律師向李仁昉提出自訴控告，不得已的情況下為丈夫打官司，內心承受極大壓力。                                                               |
| 黃遠   | 王木宏            | 臺東太麻里原住民，國立臺東大學美術系學生，與白白是同校同學。對白白有好感，曾帶著她到杉原海灣約會，但在白白後續一連串的事件發生後而被迫分開，歷經美麗灣抗爭行動、白白的案子之後，才向舅舅聯繫轉學至台北就讀建築系，不料發生一場車禍後，事件的發展又有了轉折。                                                              |

### 其他角色
| 演員   | 角色               | 備註                                               |
| 柯素雲 | 白白母親           | 是位小三，生下白白後，就再也沒見過他（白白父親）。 |
| 賴琳恩 | 利亞               | 白白學姐，也是李教授的助教。                       |
| 傅小芸 | 小玲               | 白白學姐，與白白是對面室友，並與白白同樣樂團。     |
| 夏宇童 | 木宏的姐姐         | 是位檳榔西施。                                     |
| 賴炳妹 | 木宏的媽媽         | 會去杉原灣撿垃圾。                                 |
| 徐詣帆 | 木宏的叔叔         | 名叫阿志，是位警察。                               |
| 劉亮佐 | 張處長             | 客串，是位都遷案件官方代表。                       |
| 尹昭德 | 方律師丈夫         | 客串                                               |
| 舒國治 | 列車長             | 客串                                               |
| 楊士平 | 精神科醫師         | 客串                                               |
| 呂曼茵 | 酒醉女子           | 客串                                               |
| 倪重華 | 建設公司老闆的大佬 | 客串                                               |
| 呂德明 | 審判長             | 是位台東地方法院法官。                             |
| 賴芳玉 | 受命法官           | 客串，是位台東地方法院法官。                       |
| 林旭元 | 陪席法官           | 客串，是位台東地方法院法官。                       |
| 林思傑 | 加油站員           | 客串，是方律師在臺東新認識的朋友，會烤魚。         |
| 梅賢治 | 木宏同學           | 客串，與康和為皆飾演王木宏美術系的同學。           |
| 陶泓憬 | 洪恩               | 客串，李教授的學生。首席小提琴手。                 |
| 謝穎嘉 | 沛沛               | 客串，方律師的兒子。                               |
| 李培毓 | 凱琳               | 客串，方律師的助理。                               |
| 葉韋伶 | 白白               | 郭采潔的替身。                                     |
| 郝家慶 | 沛沛               | 謝穎嘉的替身。                                     |

## 電影場景及題材

### 場景
主場景：
- 臺灣臺東地方法院
- 國立東華大學行雲莊宿舍：木宏幫白白的行李搬入宿舍、白白與她母親爭吵被賞一巴掌。
- 國立臺東大學辦公室：王老師在輔導室看白白臉書以及打電話聯絡林律師、方律師、白白母親。
- 國立東華大學圖書館：木宏追逐著白白、木宏跑上樓用電腦上網看新聞。
- 杉原海灣：木宏帶著白白約會的地點、方律師找林律師談訴訟案的地點（抗爭的片段、美麗灣渡假村入鏡）。

配合場景：
- 台北捷運文湖線：白白母親搭乘行進中列車車廂內與她女兒在手機中彼此談話。
- 蘇花公路：方律師開車行駛於隧道內（有字幕「蘇花公路174公里」示意）。
- 清水斷崖：方律師看海（黎明時分一個人望海且車子已停在路旁的片段）。
- 南迴公路：木宏車禍的地點（空拍多良路段的片段）。
- 南迴鐵路：白白搭火車往台東（空拍莒光號列車行駛於香蘭至松子澗路段的片段）。
- 金崙車站：白白母親坐在候車室凝望著（空拍站場與月台的片段）。
- 臺東縣警察局成功分局：木宏被警察押入偵訊室問話。
- 省道臺9線與太平橋（台9乙線）交叉路口：木宏載著白白於全家超商台東賓朗店門前停車。
- 伯朗大道：木宏騎車載著白白。
- 天堂路（金城武大道）：林律師開車載著她的小孩。

### 題材
音樂：
- 古斯塔夫·馬勒（片中用詞「馬勒」）
- 雷納德·伯恩斯坦（片中用詞「伯溫斯坦」）
- 塞隆尼斯·孟克（片中用詞）
- 爵士樂
- 單簧管
- 貝森朵夫（片中用詞）
- 凯斯·杰瑞（片中用詞）
- 科隆音樂會（英语：The Köln Concert）
- 長榮交響樂團

法律：
- （Chilling Effect）
- 法律事實
- 利益衝突
- 無罪推定原則（片中用詞「無罪推定」）
- 公設辯護人
- 妨害家庭罪（實際上刑法條文是稱「妨害婚姻及家庭罪」）
- 通姦罪
- 誣告罪
- 強暴
- 合意性交
- 司法權

感情：
- 師生戀
- 小三
- 砲友

醫學：
- 斯德哥爾摩症候群
- 強暴創傷症候群、創傷後心理壓力緊張症候群（片中用詞「PTSD症候群」）
- 開放性骨折（片中用詞「Open Fracture」）

其它：
- 臺北市都更爭議（文林苑都市更新爭議）
- 美麗灣渡假村爭議
- 野百合學運
- 政黨輪替

## 音樂
本片的主題曲是監製徐小明在北京碰巧在電梯中遇見陶喆，當時他正思索著該找誰製作主題曲，於是在這樣機緣下遇見陶喆便邀請了他製作而產生出來的。這首主題曲《愛是凝望又離開》是為本片量身打造，由陶喆在美國花了四小時完成的曲子。這首主題曲後來被臺灣舉辦的第51屆金馬獎入圍「最佳原創電影歌曲」獎項，同時這也是陶喆在2014年之中唯一製作發行的音樂作品。
| 曲序 | 曲目                         |        | 作曲 | 演唱 | 时长 |
| ---- | ---------------------------- | ------ | ---- | ---- | ---- |
| 1.   | 愛是凝望又離開（電影主題曲） | 娃娃   | 陶喆 | 陶喆 | 4:04 |
| 2.   | 告別飛行（電影插曲）         | 周啓兒 | 陶喆 | 陶喆 | 2:25 |

## 獎項及提名
| 獎項                                    | 類別                         | 入圍者                 | 結果   |
| --------------------------------------- | ---------------------------- | ---------------------- | ------ |
| 第19屆釜山國際影展                      | 新浪潮獎                     | 寒蟬效應               | 提名   |
| 第51屆金馬獎                            | 最佳男配角                   | 戴立忍                 | 提名   |
| 第51屆金馬獎                            | 最佳攝影                     | 李屏賓                 | 提名   |
| 第51屆金馬獎                            | 最佳電影原創歌曲             | 陶喆〈愛是凝望又離開〉 | 提名   |
| Los Angeles Asian Pacific Film Festival | 參展                         | 寒蟬效應               | 不適用 |
| 第18届上海国际电影节                    | 亞洲新人獎單元─ 最佳男演員獎 | 黃遠                   | 獲獎   |
| 第15届华语电影传媒大奖                  | 最佳新导演                   | 王維明                 | 提名   |

## 外部連結
- 寒蟬效應的Facebook專頁
- 電影不能說的夏天的新浪微博
- 香港影庫上《寒蟬效應》的資料（繁體中文）
- Yahoo奇摩電影上《寒蟬效應》的資料（繁體中文）
- 開眼電影網上《寒蟬效應》的資料（繁體中文）
- 时光网上《不能說的夏天》的資料（简体中文）
- 豆瓣电影上《不能說的夏天》的資料 （简体中文）
- AllMovie上《寒蟬效應》的资料（英文）
- 互联网电影数据库（IMDb）上《寒蟬效應》的资料（英文）